# Фёдоров, Александр Григорьевич (1882)
Александр Григорьевич Фёдоров вариант фамилии Кириллов (1882 — после 1938 (?)) — рабочий, депутат Государственной думы II созыва от Рязанской губернии.

## Биография
Из крестьян деревни Козловка Зарайского уезда Рязанской губернии. Окончил церковно-приходскую школу, много читал по социальным и политическим вопросам. Рабочий на фабрике Бельгийского анонимного общества хлопчатобумажной промышленности. В момент выборов в Думу оставался внепартийным.
7 февраля 1907 избран в Государственную думу II созыва от общего состава выборщиков Рязанского губернского избирательного собрания. Вошёл в состав группы Социал-демократической фракции. Примыкал к её большевистскому крылу.
Арестован в селе Козловка 10 марта 1931 года по обвинению в антисоветской агитации. 30 марта 1931 года приговорён тройкой при ПП ОГПУ Московской области по статье 58-10 УК РСФСР к заключению в концлагерь на 3 года условно. По данному делу реабилитирован в августе 2003 года.
Дальнейшая судьба и дата смерти неизвестны.

### Архивы
- Российский государственный исторический архив]. Фонд 1278. Опись 1 (2-й созыв). Дело 453; Дело 566. Лист 13.